# اگوا بلانکا دو لتاربید
اگوا بلانکا دو لتاربید (به اسپانیایی: Agua Blanca de Iturbide) یک منطقهٔ مسکونی در مکزیک است که در ایالت ایدالگو واقع شده‌است.

## خصوصیات
اگوا بلانکا دو لتاربید ۹۷٫۶ کیلومترمربع مساحت و ۸٬۴۴۳ نفر جمعیت دارد.